# بادگیر خانه رجبی
بادگیر خانه رجبی مربوط به دوره قاجار است و در سمنان، میدان ابوذر غفاری ـ خیابان ابوذر غفاری واقع شده و این اثر در تاریخ ۱۲ آذر ۱۳۷۵ با شمارهٔ ثبت ۱۷۸۷ به‌عنوان یکی از آثار ملی ایران به ثبت رسیده است.
خانه رجبی در حال حاضر توسط سرمایه گذار بخش خصوصی مورد بهره برداری قرار میگیرد 